# Juuru (gemeente)
Juuru (Estisch: Juuru vald) was een gemeente in de Estlandse provincie Raplamaa. De gemeente telde 1453 inwoners op 1 januari 2017 en had een oppervlakte van 152,4 km².
In oktober 2017 ging Juuru op in de gemeente Rapla.

## Geografie
De hoofdplaats Juuru was de enige plaats in de gemeente met de status van alevik (vlek). Daarnaast waren er elf dorpen, waarvan Järlepa en Maidla de grootste waren.
In de buurt van Juuru ontspringt de Keila.

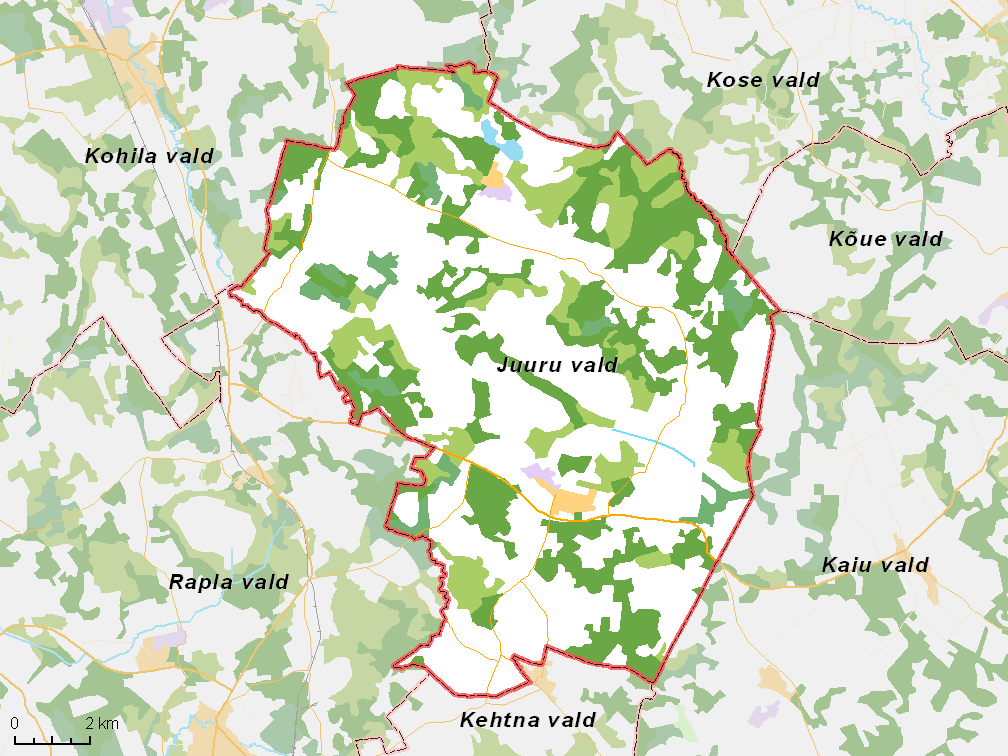
De gemeente met omliggende gemeenten, situatie begin 2013

## Mahtra
Het dorp Mahtra is bekend geworden door een boerenopstand, die hier in 1858 plaatsvond en die als de Mahtra-oorlog (Mahtra sõda) de geschiedenis in is gegaan. De schrijver Eduard Vilde wijdde er in 1902 onder deze naam een roman aan. In het dorp staat een monument dat aan de opstand herinnert en dat doet in Juuru ook het Mahtra Talurahvamuuseum, het Boerenmuseum van Mahtra, dat aan het boerenleven in de 19de eeuw is gewijd.